# Günther XLII.
Günther XLII. von Schwarzburg-Sondershausen (* 7. September 1570 in Sondershausen; † 7. Januar 1643) regierte zwischen 1593 und 1643 als Graf von Schwarzburg-Sondershausen.

## Leben
Graf Günther XLII. war der älteste Sohn des Grafen Johann Günther I. von Schwarzburg-Sondershausen (1532–1586) und dessen Gemahlin Gräfin Anna (1539–1579), Tochter des Grafen Anton I. von Oldenburg-Delmenhorst.
Beim Tod seines Vaters war er noch unmündig und unterstand deshalb, wie auch seine jüngeren Brüder, der Vormundschaft ihrer Oheime, den Grafen Johann VII. (1540–1603) und Anton II. (1550–1619) von Oldenburg. Ab 1593 regierte Günther XLII. gemeinschaftlich mit seinen Brüdern Anton Heinrich, Johann Günther II. und Christian Günther I.
In ihre Regierungszeit fielen die Verheerungen des Dreißigjährigen Krieges, unter denen die Grafschaft, besonders Arnstadt und Umgebung, durch Einquartierungen und andere Kriegslasten sehr zu leiden hatte.
Günther XLII. starb 1643 als letzter der Brüder, er blieb unverheiratet und ohne Nachkommen. Anton Günther I. hatte kurz zuvor bereits die Regierungsgeschäfte seines Vaters Christian Günther I. übernommen, der im November 1642 verstorben war.